# هانوم
هانوم (به آلمانی: Hanum) یک منطقهٔ مسکونی در آلمان است که در Jübar واقع شده‌است.
 هانوم  ۱۸۸ نفر جمعیت دارد.